# Oare (Kent)
Oare es una parroquia civil y un pueblo del distrito de Swale, en el condado de Kent (Inglaterra).

## Geografía
Según la Oficina Nacional de Estadística británica, Oare tiene una superficie de 4,63 km².

## Demografía
Según el censo de 2001, Oare tenía 512 habitantes (49,61% varones, 50,39% mujeres) y una densidad de población de 110,58 hab/km². El 17,97% eran menores de 16 años, el 73,24% tenían entre 16 y 74 y el 8,79% eran mayores de 74. La media de edad era de 43,16 años. Del total de habitantes con 16 o más años, el 24,05% estaban solteros, el 55,48% casados y el 20,48% divorciados o viudos.
El 98,05% de los habitantes eran originarios del Reino Unido. El resto de países europeos englobaban al 0,59% de la población, mientras que el 1,37% había nacido en cualquier otro lugar. Según su grupo étnico, el 97,1% eran blancos, el 1,74% mestizos, el 0,58% negros y el 0,58% chinos. El cristianismo era profesado por el 76,02%, el hinduismo por el 0,58%, el islam por el 0,58% y cualquier otra religión, salvo el budismo, el judaísmo y el sijismo, por el 0,78%. El 17,15% no eran religiosos y el 4,87% no marcaron ninguna opción en el censo.
231 habitantes eran económicamente activos, 222 de ellos (96,1%) empleados y 9 (3,9%) desempleados. Había 229 hogares con residentes y 6 vacíos.